# Зенкра, Арма
Арма Зенкра (нем. Arma Senkrah, настоящее имя Арма Лоретта Харкнесс, англ. Arma Loretta Harkness; 6 июня 1864, Уильямсон, штат Нью-Йорк — 3 сентября 1900, Веймар) — американско-немецкая скрипачка.
Дочь немецкого иммигранта в США и его жены-шотландки. В девятилетнем возрасте отправилась вместе с матерью в Европу для обучения музыке. В 1873—1875 гг. брала частные уроки в Лейпциге у Арно Хильфа и в Брюсселе у Генрика Венявского, а затем поступила в Парижскую консерваторию, которую окончила в 1881 году по классу Ламбера Массара.
В 1882 г. предприняла первые гастроли в Великобритании, исполнив на концерте в Хрустальном дворце концерт для скрипки с оркестром Анри Вьётана и хабанеру Пабло де Сарасате; дебют скрипачки получил весьма лестные отзывы прессы. Затем Арма Харкнесс обосновалась в Германии, приняв в качестве псевдонима палиндромически перевёрнутую форму своей фамилии (утверждается, что это было сделано по настоянию импресарио, который распорядился на первых немецких афишах скрипачки написать «Арма Зенкра из Индии»). С 1883 г. она концертировала в Берлине, Лейпциге, Дрездене и других немецких городах как солистка, в ноябре 1884 г. дебютировала с Берлинским филармоническим оркестром, исполняя концерты Вьётана и Венявского (дирижировал Георг Раушенеккер), в декабре выступала в Риге с пианистом Феликсом Драйшоком, в 1885 г. предприняла обширное турне по Австро-Венгрии. К середине 1885 г. относится сближение Армы Зенкра с Ференцем Листом: в течение лета и осени они не раз музицировали вместе приватно и публично (в том числе исполняя Крейцерову сонату Людвига ван Бетховена), а в дальнейшем среди пианистов, с которыми выступала Зенкра, преобладали ученики Листа (среди них Александр Зилоти, Георг Либлинг, Эмма Гросскурт). Фотографии Листа и Зенкра, сделанные в Веймаре в 1885 году, пользовались известностью (одна из них находилась, в частности, в доме П. И. Чайковского в Клину).

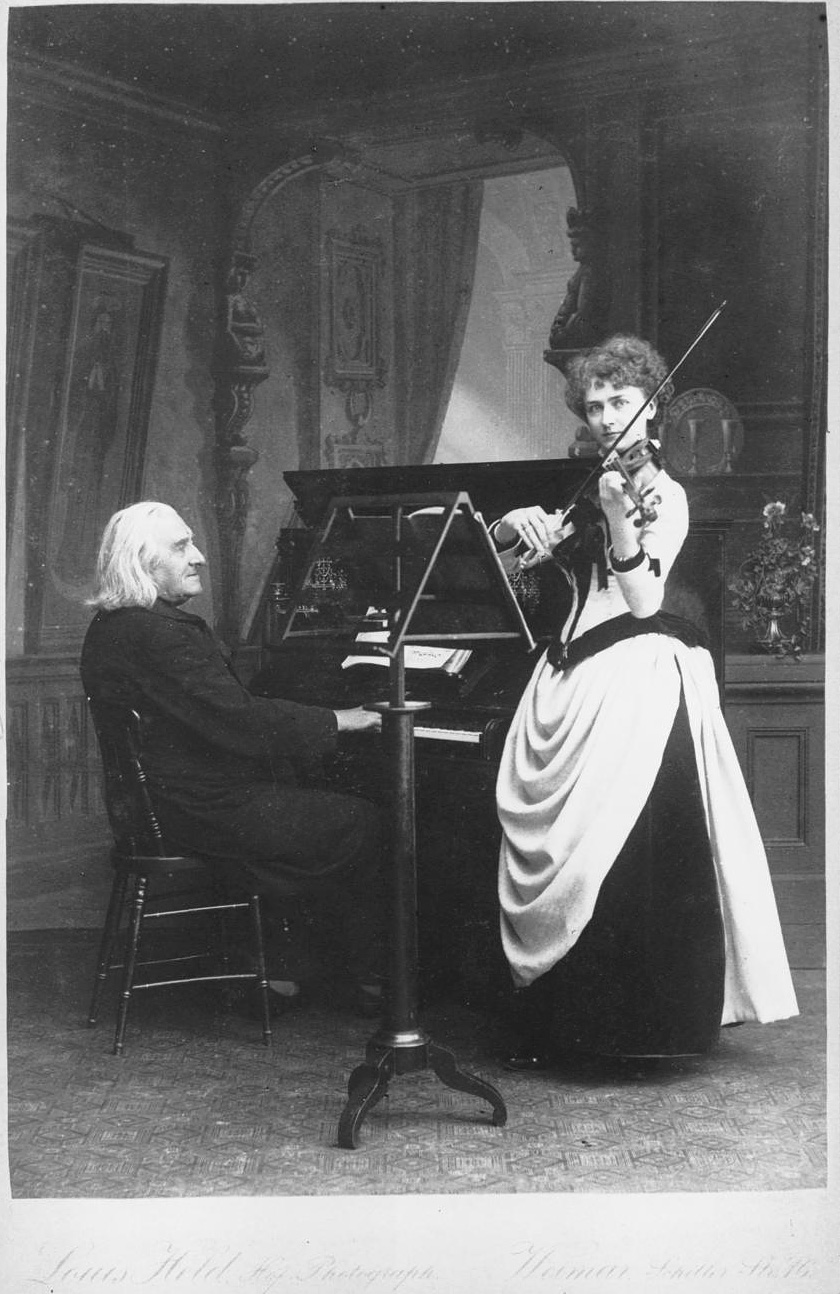
Ференц Лист и Арма Зенкра

Среди гастрольных поездок Армы Зенкра был и визит в Россию в конце 1886 года: 14 декабря в Москве Зенкра исполнила Концерт для скрипки с оркестром Феликса Мендельсона (дирижировал Макс Эрдмансдёрфер), на следующий день 15 декабря — Крейцерову сонату в дуэте с Сергеем Танеевым; Зенкра пользовалась большой популярностью у московских музыкантов: как вспоминал Константин Станиславский,

Меня стали приглашать на интимные музыкальные собрания с ужином, устраиваемые композиторами и музыкантами в одной из гостиниц (Билло), где обыкновенно останавливались все приезжие музыканты, в том числе и молодая знаменитость З. На эти вечера сходились все лучшие музыканты и композиторы, играли свои новые произведения, а молодая скрипачка знакомила их с теми номерами своего репертуара, которые не вошли в концертную программу.
В 1888 году, на взлёте исполнительской карьеры, Зенкра вышла замуж за веймарского юриста по фамилии Гофман и полностью оставила музыку. В возрасте 36 лет она покончила с собой, застрелившись, как утверждается, из-за неверности мужа.
На её скрипке в дальнейшем играл Исаак Стерн.